# 大崎水産
株式会社大崎水産（おおさきすいさん）は、広島県広島市に本社を置く水産加工品メーカー。
一般的なスティック形状のカニカマを発明し機械による製造に成功したことで知られる。2017年時点で製造するカニカマの6割が海外向けであるが、製造はすべて広島本社工場のみ行われている。

## 沿革
- 1928年（昭和3年）7月 : 大崎信一、（旧）広島市草津南町において個人営業で創業[5][3]
- 1935年（昭和10年）9月 : 大崎勝一、事業を継ぐ[5]
- 1943年（昭和18年）3月 : 太平洋戦争時の物資統制令により企業合同、草津蒲鉾工業組合事務所へ統合[5]
- 1946年（昭和21年）2月 : 終戦後企業合同解散により、個人営業に復帰[5]
- 1947年（昭和22年）5月 : 草津南1丁目へ工場移転[5]
- 1950年（昭和25年）4月 : 従来の板蒲鉾などの製造を廃止し、松茸型蒲鉾を主体とした特殊珍味蒲鉾の製造を開始[5]
- 1964年（昭和39年）4月 : 株式会社化[5]
- 1974年（昭和49年）3月 : カニ足風の蒲鉾（カニカマ）を開発[5]
- 1977年（昭和52年）10月 : 大崎誠一が代表取締役社長に就任[5]
- 1978年（昭和53年）5月 : カニカマの自動製造ライン完成[5]
- 1979年（昭和54年） : 海外輸出開始[3]
- 1982年（昭和57年）9月 : 草津港1丁目（現在地）へ本社工場移転[5]
- 1995年（平成7年）
  - 9月 : 施設改修、HACCP導入[5]
  - 12月 : 対EU輸出水産食品取扱施設の認定取得（認定番号3404001）[5]
- 1997年（平成9年）12月 : 対米輸出水産食品取扱施設の認定取得（認定番号3409001）[5]
- 2001年（平成13年）
  - 5月 : 第二工場増設[5]
  - 10月 : 奥島幸久が代表取締役社長に就任[5]
- 2012年（平成24年）12月 : 大崎桂介が代表取締役社長に就任[5]
- 2018年（平成30年）1月 : 第三工場増設[5]

## 商品

### フィッシュスチック
創業地である草津はかつて草津漁港を中心とした漁師町であり、戦後最盛期には約80軒もの蒲鉾製造会社があった。その中で大崎水産が生き残るため、伝統的な蒲鉾製造から珍味蒲鉾の製造に転換、1950年「浜の松茸」を発売した。そうした従来の枠にとらわれない商品開発の中で生まれたのがカニカマ「フィッシュスチック」だった。
きっかけは、きゅうりをくり抜き中に魚のすり身とカニ肉を詰めた「かに胡瓜」を製造していたときだった。製造機のなかに残る魚肉とカニ汁が混ざりカニのような味になることに着目、それを成形して加熱固定した後、製麺のようにせん切りし棒状に束ねて、表面を紅麹で着色し加熱固定した。1974年3月フィッシュスチックが発売された（大崎水産公表）。また二代目社長大崎勝一が機械いじりが好きだったこともあり、福山市のキング食品が開発したシート状製品の機械化による連続生産方式とスギヨの刻みタイプのカニカマを参考に、「フィッシュスチック」の連続自動製造ラインを設計。当時の大崎水産敷地に隣接していた草津内燃機という小さな鉄工所の協力を得て、製造ラインを完成させた。こうして開発から販売・輸出まで4年かけてフィッシュスチックはカニカマの代名詞となる存在となった。
1977年大崎水産は開発した機械製造法を特許出願したが、その時点で製造法を独自開発していた数社の機械メーカーとの特許争いが起こり、結局特許は認められなかった。1995年3月、EUの査察官が青森県、宮城県、神奈川県の水産加工工場、ホタテ加工工場の査察を実施した。その結果、安全性に疑問があるとして全ての日本産水産食品を輸入禁止にした際、大崎水産ではいち早くEU基準のHACCPを導入、EU審査に合格し輸出再開にこぎつけた。2013年三代目社長大崎誠一は、農林水産省後援日本食糧新聞主催「食品産業功労賞」を「カニカマ」発明普及貢献・「世界食」海外開拓貢献者として受賞している。

### その他商品
- 「フィッシュキューブ」[10]
- 「マリンフィッシュ」[10]
- 「シーフラワー」[11]
- 「さざれ石」[11]
- 「浜の松茸」[11]

## 参考資料
- “会社案内パンフレット” (PDF).   大崎水産. 2022年8月26日閲覧。